# Unbefleckte Empfängnis (Wernigerode)

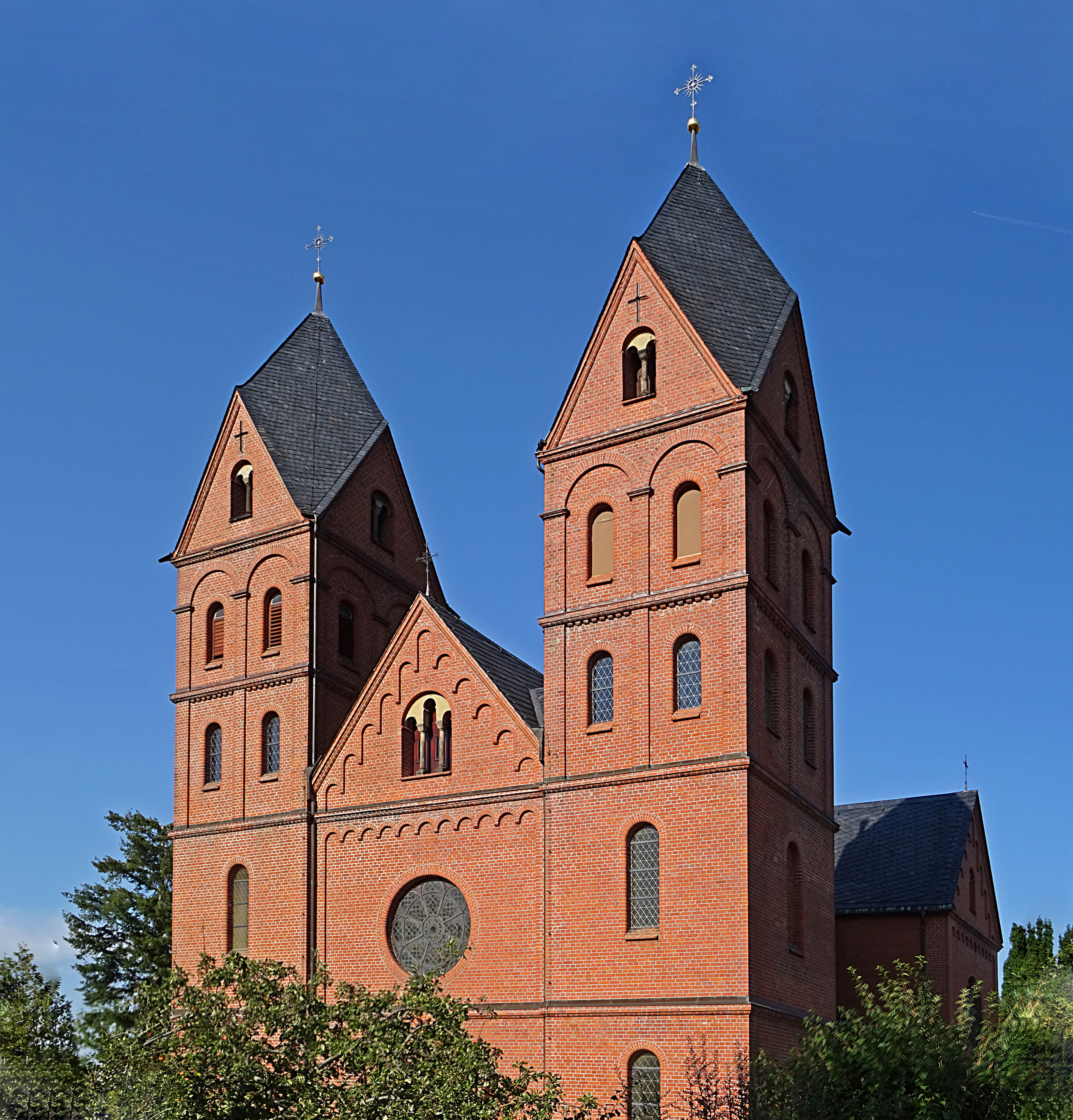
Teilansicht der Kirche

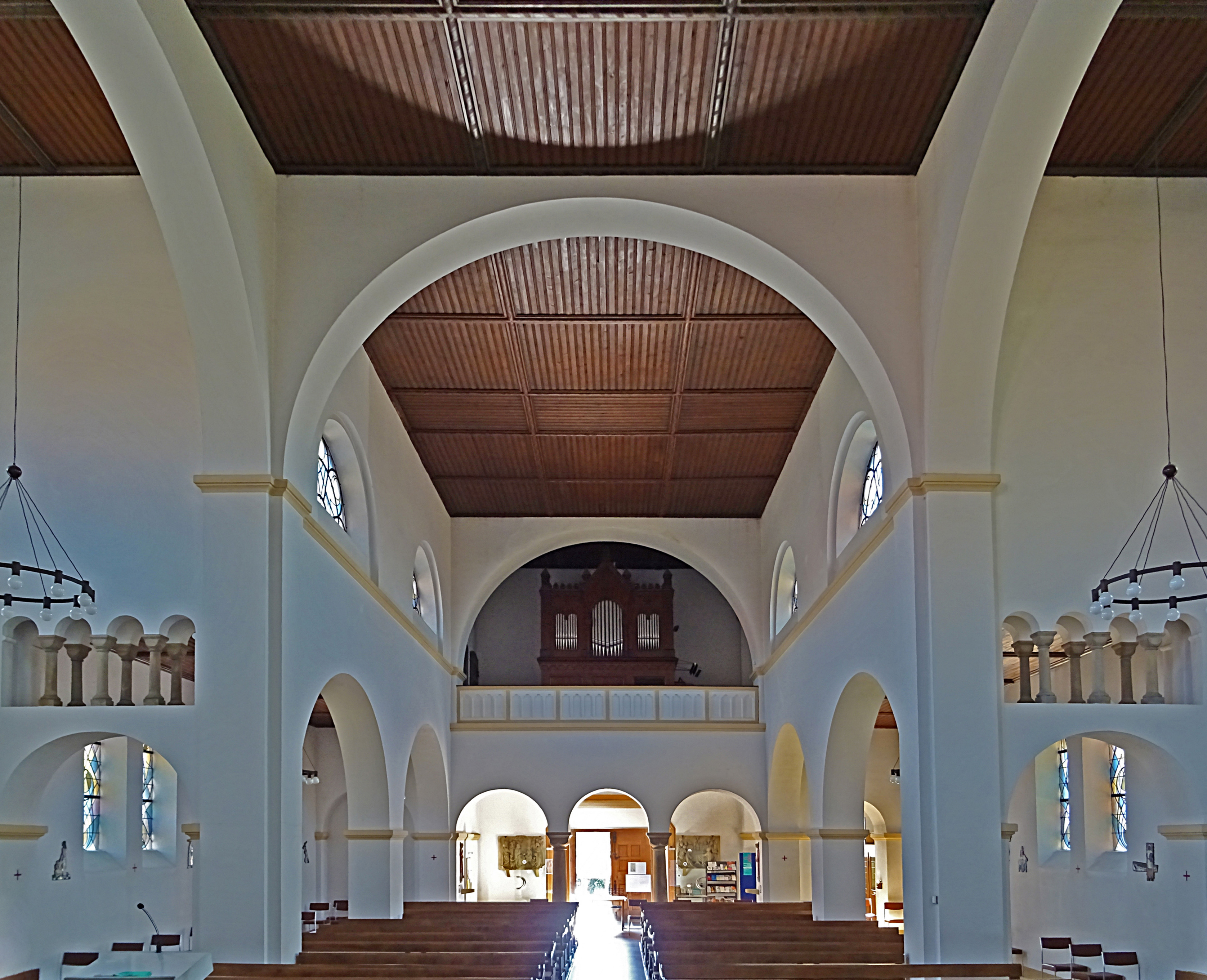
Innenansicht

Die Kirche Unbefleckte Empfängnis, meist kurz St. Marien genannt, ist die römisch-katholische Kirche in Wernigerode, einer Stadt im Landkreis Harz in Sachsen-Anhalt. Sie ist Pfarrkirche der Pfarrei „St. Bonifatius“, im Dekanat Halberstadt des Bistums Magdeburg. Die nach der unbefleckten Empfängnis Mariens benannte Kirche befindet sich in der Sägemühlengasse 18.

## Geschichte
Mit der Einführung der Reformation in der 1. Hälfte des 16. Jahrhunderts wurden die Bevölkerung und die Kirchen im Harz evangelisch-lutherisch. Während Graf Botho zu Stolberg und Wernigerode bis zu seinem Tod 1538 dem katholischen Glauben treu blieb, nahmen seine Söhne den lutherischen Glauben an.
Gegen Ende des 18. Jahrhunderts kamen vor der Französischen Revolution geflüchtete Katholiken nach Wernigerode. Darunter war auch Abbé Joseph Hugues, der sich von 1796 an bis zu seinem Tod um die wenigen in der Grafschaft Wernigerode lebenden Katholiken kümmerte. Der damals regierende protestantische Graf Christian Friedrich zu Stolberg-Wernigerode gestattete Abbé Hugues, im Wasmusturm seines Schlosses Wohnung zu nehmen und dort eine katholische Kapelle einzurichten.
Nach dem Tod Abbé Hugues’ 1822 war zunächst die St.-Katharinen-Kirche im rund 20 Kilometer entfernten Halberstadt das für Wernigerode nächstliegende katholische Gotteshaus. Von 1869 an war die Grafschaft Wernigerode als Missionsgebiet der Halberstädter Pfarrei zugeordnet.
Nachdem sich in der zweiten Hälfte des 19. Jahrhunderts katholische Arbeiter in Wernigerode niederließen wurde ab 1871 gelegentlich katholischer Gottesdienst in Wernigerode gehalten. Zunächst in verschiedenen profanen Räumen, unter anderem im Saal des Rathauses.
1879 folgte der Erwerb eines Hausgrundstückes an der Grünen Straße, gegenüber der evangelischen St.-Johannis-Kirche. Im dort befindlichen Stallgebäude erfolgte die Einrichtung einer Notkapelle, die Geistlichen kamen zunächst von der St.-Katharinen-Kirche in Halberstadt. 1895 entsandte das Bistum Paderborn, zu dem Wernigerode damals gehörte, mit Theodor Schlechter den ersten Vikar nach Wernigerode, wodurch in Wernigerode eine katholische Kirchengemeinde begründet wurde. Nachdem die Katholiken 1896 eine größere Erbschaft zum Bau einer Kirche erhalten hatten, begannen die Planungen für die heutige Kirche. Die Zahl der Katholiken, die zum Einzugsgebiet der Notkapelle gehörten, hatte sich bis 1903 auf rund 500 erhöht, dazu kamen Sommergäste und Saisonarbeiter.
Im Sommer 1904 wurde das Kirchbaugrundstück erworben, es liegt an der Harzquerbahn, südöstlich der Stadtmitte Wernigerodes in Richtung Hasserode. Am 31. März 1905 erfolgte der erste Spatenstich. Am Pfingstmontag, dem 12. Juni, fand durch Franz Schauerte, Bischöflicher Kommissar in Magdeburg, die Grundsteinlegung statt. Die Benediktion folgte am 1. Juli 1906, ebenfalls durch Schauerte. Von 1906 an erfolgte der Bau des Pfarrhauses, das am 17. Juni 1907 eingeweiht wurde. Damals gehörten rund 600 Katholiken zur Kirchengemeinde Wernigerode. Am 1. Juli 1909 wurde die Filialkirchengemeinde Wernigerode zur Pfarrvikarie erhoben. Die Konsekration der Kirche folgte erst am 13. Juni 1913 durch den Paderborner Bischof Karl Joseph Schulte. In den Jahren des Kirchbaus war Adolf Ostendorf (1878–1964) Pfarrvikar in Wernigerode.
1924 wurde die Gasbeleuchtung der Kirche auf elektrisches Licht umgestellt, 1927 bekam die Kirche ihre erste Heizung. Im Laufe der folgenden Jahrzehnte erfolgten verschiedenen Renovierungen und Umgestaltungen der Innenausstattung, von Kriegsschäden blieb die Kirche jedoch stets verschont.
Am 1. Januar 1944 wurde die Pfarrvikarie zur Pfarrei erhoben. Nach dem Zweiten Weltkrieg vergrößerte sich die Zahl der Katholiken auch in Wernigerode durch den Zuzug von Flüchtlingen und Heimatvertriebenen aus den Ostgebieten des Deutschen Reiches. Ab 1972 wurde der Altarraum nach der Liturgiereform des Zweiten Vatikanischen Konzils umgestaltet, und 1977 durch Bischof Johannes Braun ein neuer Altar geweiht.
Am 1. Juli 2007 erfolgte die Gründung eines die katholischen Gemeinden in Elbingerode, Hessen, Ilsenburg, Osterwieck, Wasserleben, Wernigerode und Zilly umfassenden Gemeindeverbundes. Damals gehörten rund 1300 Katholiken zur Pfarrei Wernigerode. Aus dem Gemeindeverbund entstand am 2. Mai 2010 die heutige Pfarrei „St. Bonifatius“. Zu ihr gehört auch der Brocken, der höchste Berg Norddeutschlands. 2011 zeigte eine Volkszählung, dass von den knapp 34000 Einwohnern Wernigerodes nur 2,6 % der römisch-katholischen Kirche angehörten.

## Architektur und Ausstattung

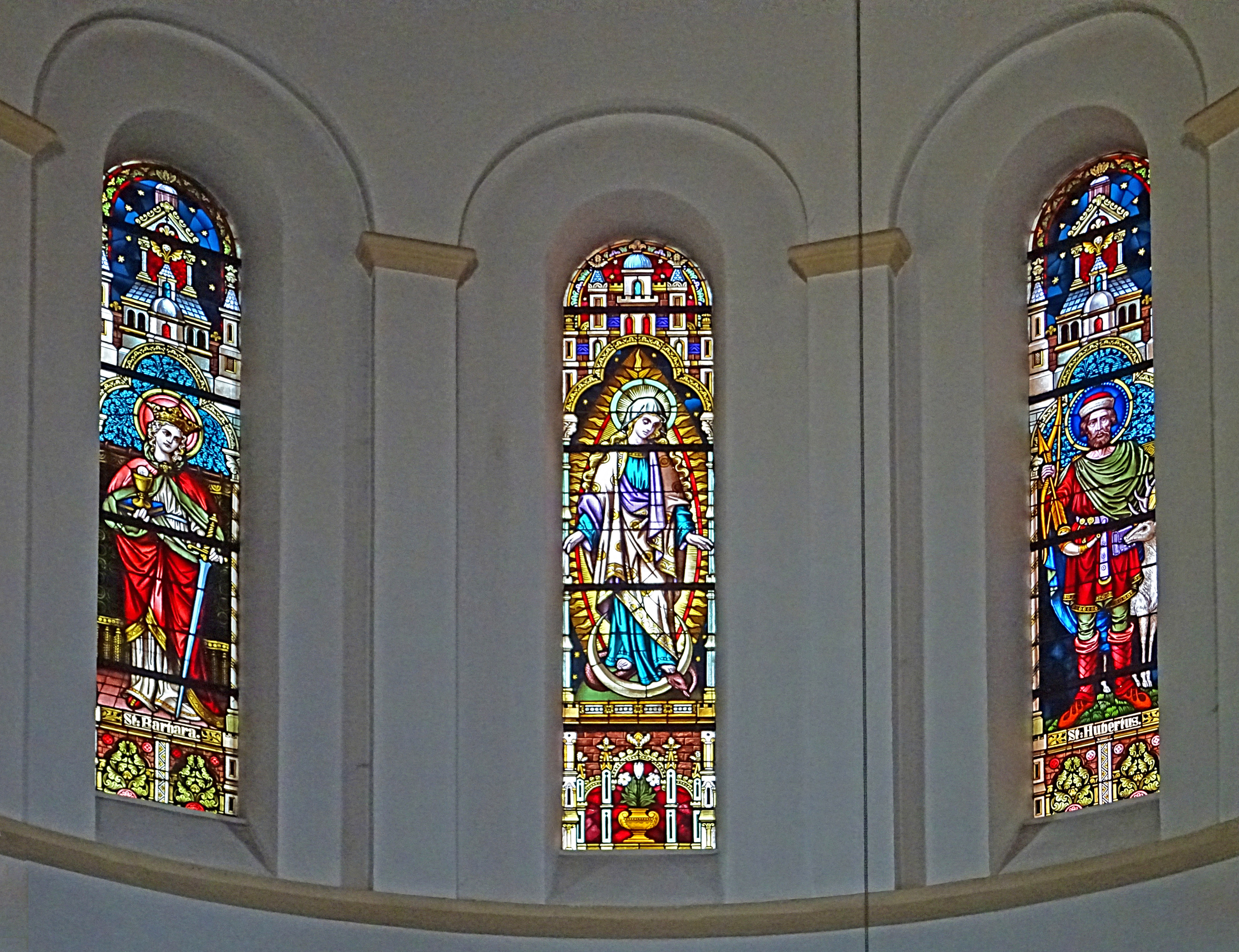
Chorfenster

Die neoromanische Basilika hat die Grundform eines Lateinischen Kreuzes und ist mit zwei jeweils rund 28 Meter hohen Türmen auf der Westseite ausgestattet. Den Bau entwarf der ortsansässige Architekt Wilhelm Bruns († 1928), der selbst Mitglied des Kirchenvorstandes war. Arnold Güldenpfennig brachte die Pläne zur Vollendung. Die Kirche bietet über 200 Sitzplätze.
Zwei heute unter der Orgelempore befindliche Reliefs entstammen dem ursprünglichen Altar der Kirche, sie stellen zwei Wunder Jesu dar: die Speisung der Fünftausend und das Abendmahl Jesu. Unter der Orgelempore befinden sich auch der Beichtstuhl sowie Darstellungen der Heiligen Familie und der Heiligen Antonius von Padua und Judas Thaddäus. 
Der Kreuzweg wurde in den 1970er Jahren als Mosaikapplikation von Emil Pischel gestaltet. In den Apsiden links und rechts neben dem Altarraum befinden sich eine Marienstatue von 1971, vor der Opferkerzen aufgestellt werden können, sowie das Taufbecken. Drei Buntglasfenster im Altarraum stammen aus der Anfangszeit der Kirche, sie zeigen die Heiligen Barbara von Nikomedien, Maria (Mutter Jesu) und Hubertus von Lüttich. Der Tabernakel aus den 1990er Jahren ist ein Werk von Werner Nickel aus Nienburg (Saale). Von den drei ursprünglichen, von der Glockengießerei Petit & Gebr. Edelbrock hergestellten Glocken, blieb nur die kleinste, 330 kg schwere Glocke bis heute erhalten, die anderen Glocken mussten im Ersten Weltkrieg abgegeben werden. Die beiden anderen, heute vorhandenen Glocken wurden 1956 von Schilling&Lattermann aus Eisenhartguss hergestellt.

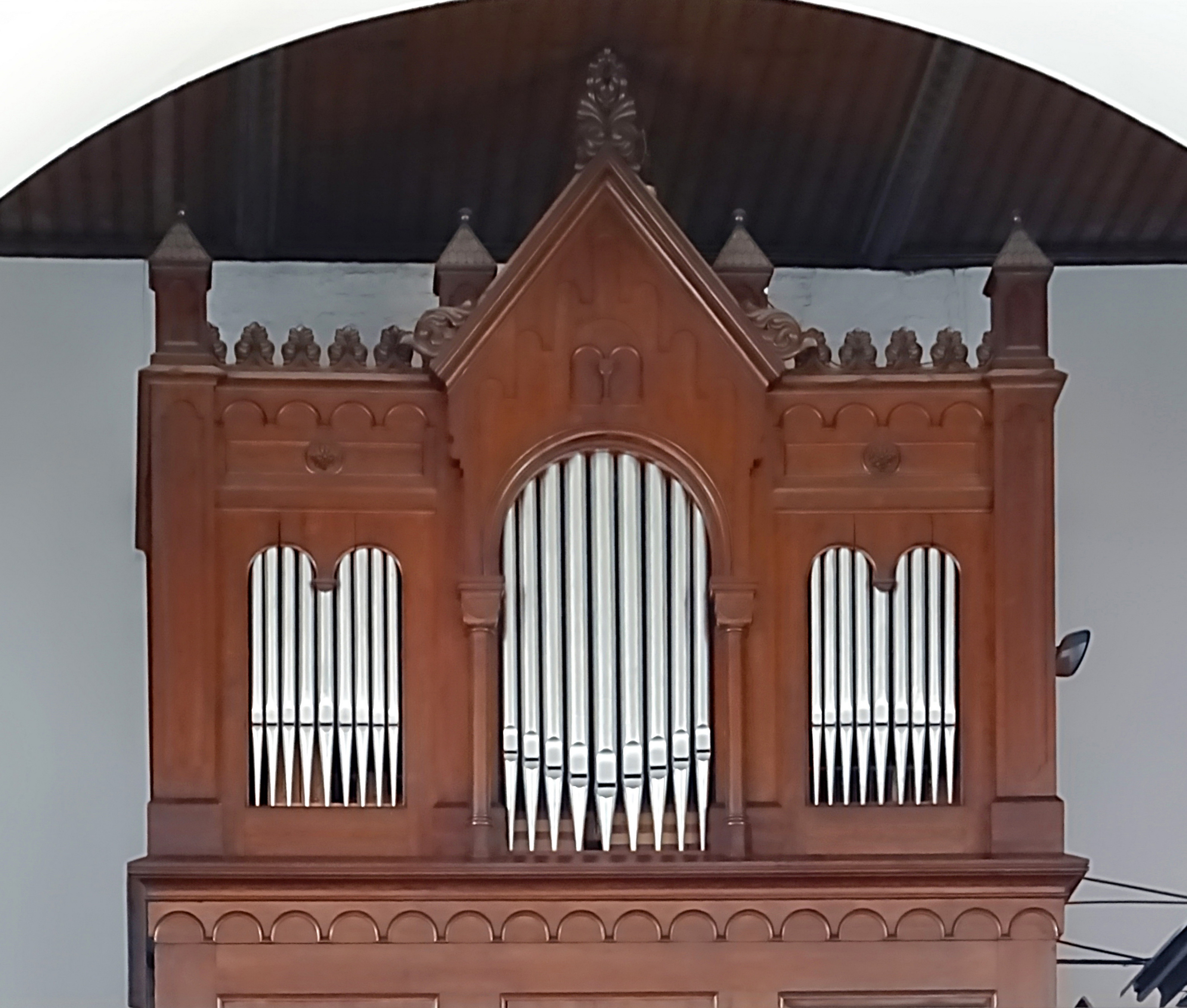
Die Orgel

Die Orgel wurde 1906 von der Eggert Orgelbau-Anstalt durch Anton Feith errichtet, sie wurde später mehrfach verändert und besitzt heute 18 Register auf zwei Manualen und Pedal bei pneumatischen Trakturen. 
| I Hauptwerk C–f3 |             |       |
| 1.               | Prinzipal   | 8′    |
| 2.               | Gedackt     | 8′    |
| 3.               | Oktave      | 4′    |
| 4.               | Rohrflöte   | 4′    |
| 5.               | Waldflöte 0 | 2′    |
| 6.               | Mixtur IV   | 1 ⁄3′ |

| II Brustwerk C–f3 |             |       |
| 07.               | Holzflöte   | 8′    |
| 08.               | Gedackt     | 4′    |
| 09.               | Nasat       | 2 ⁄3′ |
| 10.               | Prinzipal 0 | 2′    |
| 11.               | Terz        | 1 ⁄3′ |
| 12.               | Sifflöte    | 1′    |
| 13.               | Zimbel II   | 1⁄2′  |

| Pedal C–d1 |           |     |
| 14.        | Subbass 0 | 16′ |
| 15.        | Bassflöte | 08′ |
| 16.        | Pommer    | 04′ |
| 17.        | Oktave    | 02′ |
| 18.        | Trompete  | 08′ |

- Koppeln: II/I, I/P, II/P.